# Ligne de Kaposvár à Fonyód
La ligne de Kaposvár à Fonyód ou ligne 36 est une ligne de chemin de fer de Hongrie. Elle relie Kaposvár à Fonyód.